# Кини, Мэддисон
Мэддисон Кини (англ. Maddison Keeney, род. 23 мая 1996, Новый Южный Уэльс, Австралия) — австралийская прыгунья в воду, двукратный призёр Олимпийских игр, 4-кратная чемпионка мира, двукратная чемпионка Игр Содружества.

## Биография
Мэддисон Кини родилась в 1996 году. С 10 лет она начала заниматься прыжками в воду, куда её привела мама. В 2013 году австралийка дебютировала на взрослом чемпионате мира. В соревнованиях на метровом трамплинке Мэддисон заняла только 18-е место, а в синхронных прыжках с трёхметрового трамплина в паре с Шерлиз Голетт ей удалось пробиться в финал, где австралийский дуэт стал 8-м.
Свои первые значимые медали Кини выиграла в 2014 году на Играх Содружества. На метровом трамплине Мэддисон была близка к победе, но совсем немного уступила канадке Дженнифер Абель и стала второй. Также на счету австралийки бронзовая медаль в синхронных прыжках вместе с Аннабель Смит. На чемпионате мира в Казани Кини смогла пробиться в оба индивидуальных финала на трамплине, но на метровом стала только 12-й, хотя перед последним прыжком шла на 4-м месте, но заключительную попытку Мэддисон провалила, получив от судей 0 баллов. На трёхметровом трамплине австралийская прыгунья показала 7-й результат. В соревнованиях смешанных дуэтов Кини и Грант Нел до последнего боролись за попадание на пьедестал, но в итоге остались на 4-й позиции.
В мае 2016 года Кини одержала победу на национальном олимпийском отборе, выиграв сначала личные соревнования, а затем и в синхронных прыжках вместе с Аннабель Смит. Летом 2016 года Мэддисон Кини приняла участие в своих первых Олимпийских играх. 7 августа Кини впервые стала призёром Олимпийских игр, завоевав вместе со Смит бронзовую медаль в синхронных прыжках с 3-метрового трамплина. Спустя несколько дней Кини, занимавшая на начало соревнований 4-е место в мировом рейтинге, приняла участие в индивидуальных прыжках с 3-метрового трамплина. В финале турнира Мэддисон после первых трёх прыжков занимала только место 9-е место. Последние два прыжка Мэддисон выполнила отлично. За 4-й прыжок она получила 79,05 баллов, что стало вторым результатом в попытке, а заключительный прыжок она выполнила на 81,60 баллов, что стало лучшей суммой заключительной попытки, однако этого хватило только на то, чтобы занять итоговое 5-е место.
На чемпионате мира 2024 года в Дохе, в командном турнире, в составе сборной Австралии, завоевала бронзовую медаль.
В 2025 году на чемпионате мира в Сингапуре Кини завоевала золотую медаль в прыжках с метрового трамплина, а также стала серебряным призёром в смешанных прыжках с трехметрового трамплина. 

## Личная жизнь
- Окончила Квинслендский университет.